# بياتريث مانتشون
بياتريث مانتشون بورتيو (بالإسبانية: Beatriz Manchón Portillo، ولدت في 29 مايو 1976، إشبيلية، إسبانيا) رياضية إسبانية. تتنافس في رياضة كانو- كاياك (الكانوي)، تتخصص في سباق الكاياك (Kayak).
حصلت على ميداليتين ذهبيتين في بطولات العالم للكانو كاياك، وعلى ست ميداليات ذهبية في بطولات أوروبا للكانو كاياك.

## إنجازاتها

### بطولة العالم للكانو كاياك (الكانوي)
- 1997 دارتموث  كندا:  ميدالية برونزية في سباق الكاياك «كي 2» لمسافة 500 متر.
- 1997 دارتموث  كندا:  ميدالية برونزية في سباق الكاياك «كي 4» لمسافة 500 متر.
- 1998 سزيغيت  المجر:  ميدالية برونزية في سباق الكاياك «كي 2» لمسافة 200 متر.
- 1998 سزيغيت  المجر:  ميدالية برونزية في سباق الكاياك «كي 4» لمسافة 500 متر.
- 1999 ميلانو  إيطاليا:  ميدالية ذهبية في سباق الكاياك «كي 2» لمسافة 200 متر.
- 2001 بوزنان  بولندا:  ميدالية برونزية في سباق الكاياك «كي 2» لمسافة 500 متر.
- 2001 بوزنان  بولندا:  ميدالية برونزية في سباق الكاياك «كي 2» لمسافة 1.000 متر.
- 2002 إشبيلية  إسبانيا:  ميدالية ذهبية في سباق الكاياك «كي 2» لمسافة 200 متر.
- 2002 إشبيلية  إسبانيا:  ميدالية فضية في سباق الكاياك «كي 4» لمسافة 200 متر.
- 2002 إشبيلية  إسبانيا:  ميدالية برونزية في سباق الكاياك «كي 2» لمسافة 500 متر.
- 2002 إشبيلية  إسبانيا:  ميدالية برونزية في سباق الكاياك «كي 4» لمسافة 500 متر.
- 2003 غينزفيل  الولايات المتحدة:  ميدالية فضية في سباق الكاياك «كي 2» لمسافة 200 متر.
- 2003 غينزفيل  الولايات المتحدة:  ميدالية فضية في سباق الكاياك «كي 4» لمسافة 200 متر.
- 2003 غينزفيل  الولايات المتحدة:  ميدالية برونزية في سباق الكاياك «كي 4» لمسافة 500 متر.
- 2009 دارتموث  كندا:  ميدالية برونزية في سباق الكاياك «كي 4» لمسافة 500 متر.

### بطولة أوروبا للكانو كاياك (الكانوي)
- 1997 بلوفديف  بلغاريا:  ميدالية ذهبية في سباق الكاياك «كي 2» لمسافة 500 متر.
- 1997 بلوفديف  بلغاريا:  ميدالية فضية في سباق الكاياك «كي 2» لمسافة 200 متر.
- 1997 بلوفديف  بلغاريا:  ميدالية فضية في سباق الكاياك «كي 4» لمسافة 200 متر.
- 1997 بلوفديف  بلغاريا:  ميدالية برونزية في سباق الكاياك «كي 4» لمسافة 500 متر.
- 1999 زغرب  كرواتيا:  ميدالية فضية في سباق الكاياك «كي 4» لمسافة 500 متر.
- 1999 زغرب  كرواتيا:  ميدالية برونزية في سباق الكاياك «كي 2» لمسافة 500 متر.
- 2000 بوزنان  بولندا:  ميدالية برونزية في سباق الكاياك «كي 2» لمسافة 200 متر.
- 2000 بوزنان  بولندا:  ميدالية برونزية في سباق الكاياك «كي 4» لمسافة 200 متر.
- 2000 بوزنان  بولندا:  ميدالية برونزية في سباق الكاياك «كي 4» لمسافة 1.000 متر.
- 2001 ميلانو  إيطاليا:  ميدالية ذهبية في سباق الكاياك «كي 2» لمسافة 200 متر.
- 2001 ميلانو  إيطاليا:  ميدالية فضية في سباق الكاياك «كي 2» لمسافة 500 متر.
- 2002 سزيغيت  المجر:  ميدالية ذهبية في سباق الكاياك «كي 2» لمسافة 200 متر.
- 2002 سزيغيت  المجر:  ميدالية ذهبية في سباق الكاياك «كي 4» لمسافة 200 متر.
- 2002 سزيغيت  المجر:  ميدالية فضية في سباق الكاياك «كي 4» لمسافة 500 متر.
- 2002 سزيغيت  المجر:  ميدالية برونزية في سباق الكاياك «كي 2» لمسافة 500 متر.
- 2004 بوزنان  بولندا:  ميدالية ذهبية في سباق الكاياك «كي 2» لمسافة 200 متر.
- 2004 بوزنان  بولندا:  ميدالية ذهبية في سباق الكاياك «كي 4» لمسافة 200 متر.
- 2004 بوزنان  بولندا:  ميدالية برونزية في سباق الكاياك «كي 2» لمسافة 500 متر.
- 2004 بوزنان  بولندا:  ميدالية برونزية في سباق الكاياك «كي 4» لمسافة 500 متر.
- 2008 ميلانو  إيطاليا:  ميدالية برونزية في سباق الكاياك «كي 4» لمسافة 500 متر.
- 2010 كورفيرا دي أستورياس  إسبانيا:  ميدالية برونزية في سباق الكاياك «كي 4» لمسافة 500 متر.
- 2012 زغرب  كرواتيا:  ميدالية برونزية في سباق الكاياك «كي 2» لمسافة 1.000 متر.

## روابط خارجية
- بياتريث مانتشون على موقع أوليمبيديا (الإنجليزية)